# Jarząb szerokolistny
Jarząb szerokolistny (Sorbus latifolia) – gatunek rośliny należący do rodziny różowatych. Dziko rośnie w Anglii, w środkowej i południowo-zachodniej Europie oraz północnej Afryce (w Algierii).

## Morfologia
Liście pojedyncze, niemal okrągłe, klapowane. Charakterystyczną cechą są owoce; dojrzałe nie są czerwone, jak u większości jarzębów, lecz brązowe.

## Zastosowanie
Jest w wielu krajach Europy uprawiany jako roślina ozdobna w parkach i alejach. Oprócz typowej formy gatunku uprawia się kultywary np. `Atrovirens`. W Polsce jest praktycznie nieznany, znajduje się w kolekcji niektórych ogrodów botanicznych, np. w Ogrodzie Botanicznym w Krakowie i w Arboretum w Rogowie.

## Systematyka
Przez różnych botaników gatunek ten zaliczony został do różnych rodzajów i ma wiele synonimów:
- Crataegus latifolia Lam.
- Pyrus decipiens Bechst.
- Pyrus rotundifolia Bechst.
- Sorbus bristoliensis Wilmott
- Sorbus devoniensis E. F. Warb.